# Agom
Agom is een bestuurslaag in het regentschap Lampung Selatan van de provincie Lampung, Indonesië. Agom telt 2667 inwoners (volkstelling 2010).